# موتور ام۱۱۵ مرسدس-بنز
خانواده موتور ام۱۱۵ یک سری موتور اتومبیل موتور چهارسیلندر خطی ساخته شده توسط مرسدس-بنز در دهه ۱۹۷۰ بود. این موتور در چندین نسخه با حجم، فشرده سازی و قدرت اسب متفاوت با توجه به کاربرد آن تولید شد.

## M115.920
این موتور با توان خروجی ۱۰۳–۱۰۵ اسب بخار (۷۷–۷۸ کیلووات؛ ۱۰۴–۱۰۶ اسب بخار متری) تولید می‌شد. ۴ سیلندر در این نوع ۸۷ میلی‌متر و ضربه پیستون ۹۲٫۴ میلی‌متر است.
- این موتور در خودروی مرسدس-بنز دبلیو۱۱۴ استفاده شد.

## M115.921
این موتور ۸۵ اسب بخار (۶۳ کیلووات؛ ۸۶ اسب بخار متری) قدرت دارد
- در خودروی مرسدس-بنز تی۲ استفاده شد.

## M115.923
این موتور یک موتور ۱٬۹۸۸ سانتی‌متر مکعب (۲٫۰ لیتر) ۷۰ کیلووات (۹۵ اسب بخار متری؛ ۹۴ اسب بخار) است
- در خودروی مرسدس-بنز دبلیو ۱۱۵ ستفاده شد.

## M115.924
یک موتور ۹۰–۱۲۰ اسب بخار (۶۷–۸۹ کیلووات؛ ۹۱–۱۲۲ اسب بخار متری) است و حجم ۲۲۰۰ سی‌سی را داراست.
- مرسدس-بنز دبلیو۱۱۴ (کوپه W115)

## M115.926
این موتور ۶۳–۷۰ کیلووات (۸۶–۹۵ اسب بخار متری؛ ۸۴–۹۴ اسب بخار) قدرت دارد.
- در خودروی مرسدس-بنز دبلیو۱۱۴ استفاده شد.

## M115.938
این موتور ۱٬۹۸۸ سانتی‌متر مکعب (۲٫۰ لیتر) حجم و ۷۰ کیلووات (۹۵ اسب بخار متری؛ ۹۴ اسب بخار) توان دارد.
- مرسدس-بنز دبلیو۱۲۳

## M115.939
این موتور یک موتور ۲٫۰ لیتری ۸۴ اسب بخار (۶۳ کیلووات؛ ۸۵ اسب بخار متری) است و برای صادرات به سوئیس ساخته شده‌است.
- در خودروی مرسدس-بنز دبلیو۱۲۳ استفاده شده است.

## M115.951
این موتور ۱۱۰ اسب بخار (۸۲ کیلووات؛ ۱۱۲ اسب بخار متری) توان دارد.
- در خودروی مرسدس-بنز دبلیو۱۱۴ استفاده شد.

## M115.952
این موتور ۲٬۲۷۷ سانتی‌متر مکعب (۲٫۳ لیتر) حجم با ۸۹ اسب بخار (۶۶ کیلووات؛ ۹۰ اسب بخار متری) قدرت دارد.
- این موتور درمرسدس-بنز تی۲ استفاده شد.

## M115.954
این موتور ۲٬۳۰۷ سانتی‌متر مکعب (۲٫۳ لیتر) حجم و توان خروجی ۸۱ کیلووات (۱۱۰ اسب بخار متری؛ ۱۰۹ اسب بخار) را داراست.
- در مرسدس-بنز دبلیو۱۲۳ استفاده شد.

## M 115.973
این موتور با حجم ۲٬۳۰۷ سانتی‌متر مکعب (۲٫۳ لیتر) و توان خروجی ۶۷–۹۳ کیلووات (۹۱–۱۲۶ اسب بخار متری؛ ۹۰–۱۲۵ اسب بخار) تولید شد.
- در مرسدس-بنز دبلیو۱۲۳ استفاده شد.

## M 115.973 2.6 برابوس
این موتور ۲٬۵۸۷ سانتی‌متر مکعب (۲٫۶ لیتر) حجم و توان خروجی ۱۱۴ کیلووات (۱۵۵ اسب بخار متری؛ ۱۵۳ اسب بخار) را داراست.
- ۱۹۸۹–۱۹۹۰ در جی‌کلاس برابوس استفاده شد.